# Miguel Miramón
Miguel Miramón, celým jménem Miguel Gregorio de la Luz Atenógenes Miramón y Tarelo, (17. listopadu 1831 Ciudad de México – 19. června 1867 Cerro de las Campanas, Mexiko) byl mexický voják a politik. Miramón byl zástupcem konzervativní opozice vůči prezidentu Benitu Juárezovi a dokonce si sám nárokoval mexický prezidentský úřad. Ve svých názorech se klonil ke konzervatismu a byl stoupencem monarchie, aristokracie a privilegií pro římskokatolickou církev v Mexiku. Za Druhého císařství se přidal k francouzským okupačním silám, za což byl po stažení francouzských sil z Mexika a svržení císařství Juárezovými republikány popraven.

## Život
Miguel Miramón se narodil 17. listopadu 1831 v Mexico City v rodině s francouzskými kořeny. Když mu bylo patnáct let, byl zajat armádou Spojených států při útoku na Castillo de Chapultepec během mexicko-americké války. V několika dalších letech začal rychle budovat kariéru v armádě a stal se slavným pro své osobní charisma a vojenské schopnosti v guerillové válce.

### Prezident

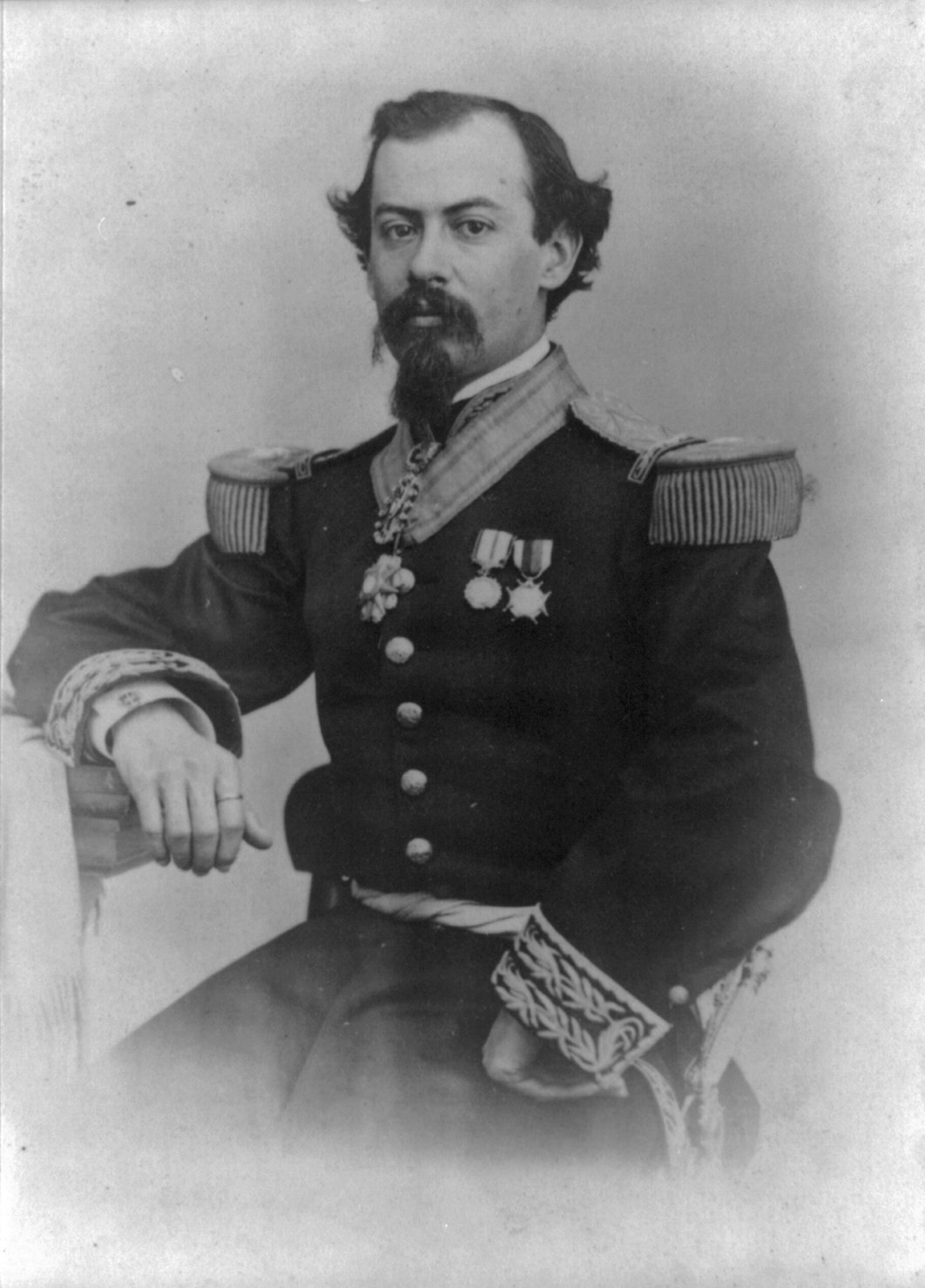
Miguel Miramón v uniformě

Během občanské války v Mexiku v letech 1857–1861 bojoval na straně reakcionářské vojenské junty, která odmítala mexickou ústavu z roku 1857. Množství „prezidentů“, kteří byli v té době juntou dosazeni do čela země bylo jen odrazem mocenských zápasů mezi jednotlivými klikami uvnitř samotné junty. V jednom z takových zápasů zvítězil i Miguel Miramón, který se tak 2. února 1859 stal mexickým prezidentem. Avšak ani on, ani žádný jiný z loutkových prezidentů, které dosadila vojenská junta, nebyl uznán opozičními ústavními silami prezidenta Benita Juáreze ani vládou Spojených států, která udržovala diplomatické styky s Juárezem.
V dubnu 1859 si znepřátelil značnou část mexického obyvatelstva. Začal posílat na popraviště nejen zajaté důstojníky Juárezovy armády, ale také lékaře, kteří je ošetřovali, a množství dalších civilistů, podezřelých ze spolupráce s Juárezovými jednotkami. Tyto jednotky utrpěly značné ztráty při neúspěšném pokusu o znovudobytí hlavního města, které stále držela vojska reakcionářské junty. Jako další důsledek Miramónova masakru vydal konstitucionářský generál Delgallado rozkaz, aby všichni reakcionářští důstojníci, kteří padnou do zajetí, byli zastřeleni.

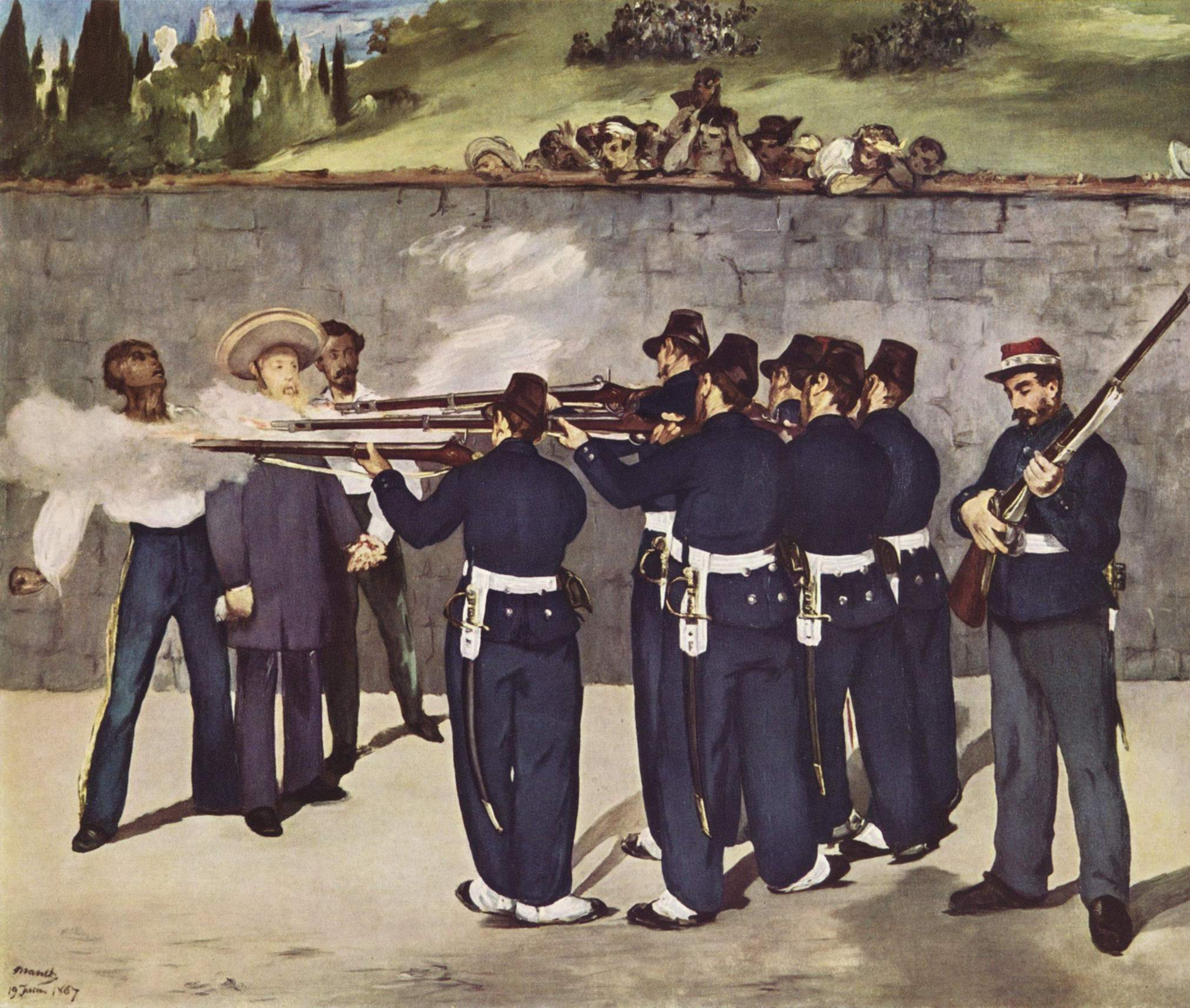
Edouard Manet: Poprava císaře Maxmiliána, vedle něho generál Miramón (po císařově levé ruce) a Mejía

Na dva dny, mezi 13. a 15. srpnem 1860, opustil prezidentský úřad, do kterého usedl konzervativní právník José Ignacio Pavón. 15. srpna se Miramón stal znovu prezidentem. Poté nadále bojoval v občanské válce proti prezidentu Juárezovi, až dokud nebyly 22. prosince poraženy jednotky reakcionářského generála Jesúse Gonzáleze Ortegy u San Juan del Ría. Miguel Miramón o dva dny později rezignoval a odplul do Evropy.

### Druhé císařství
Zatím se ve Francii krátce účastnil po boku mexických royalistů vyjednávání s císařem Napoleonem III. a arcivévodou Maxmiliánem Rakouským. Když se Miramón vrátil do Mexika, byl rakouský arcivévoda korunován mexickým císařem. Císař nechal Miguela Miramóna povýšit na vrchního maršála císařských vojsk a odeslal jej na studia vojenské taktiky do Berlína. Roku 1866 se maršál znovu vrátil do Mexika, kde začal organizovat císařskou obranu proti republikánským povstalcům, které vedl sesazený prezident Benito Juárez.
19. února 1867 přitáhl i se zbytky císařské armády ke Querétaru, aby osvobodil císaře Maxmiliána, který byl republikánským generálem Escobenou obklíčen v klášteře de la Cruz. Miramón pověřil velením nad oddíly kavalérie generála Tomáse Mejíu, zatímco se sám chopil velení nad pěchotou. O téměř tři měsíce později se císař uchýlil, navzdory radám maršála Miramóna, který byl vážně raněn v boji, ke kapitulaci.
Císař Maxmilián, Miguel Miramón i generál Mejía byli zajati a 19. června 1867 vítězným prezidentem Juárezem odsouzeni k trestu smrti zastřelením. Všichni tři byli společně popraveni v Cerro de las Campanas nedaleko Querétaru.